# Lotus E23 Hybrid
De Lotus E23 Hybrid is een Formule 1-auto, die in 2015 werd gebruikt door het Formule 1-team van Lotus.

## Onthulling
Op 26 januari 2015 plaatste Lotus de eerste foto's van de E23 Hybrid online. In het laatste jaar van het bestaan van het team werd er overgestapt van Renaultmotoren naar de Mercedes-motor. De auto werd bestuurd door Romain Grosjean en Pastor Maldonado. Het beste behaalde resultaat was een derde plaats voor Grosjean tijdens de Grand Prix van België 2015

## Resultaten
| Resultaat                       |
| ------------------------------- |
| Winnaar                         |
| Tweede plaats                   |
| Derde plaats                    |
| Gefinisht (punten behaald)      |
| Gefinisht (geen punten behaald) |
| Niet geklasseerd (NC)           |
| Uitgevallen (DNF)               |
| Niet gekwalificeerd (DNQ)       |
| Gediskwalificeerd (DSQ)         |
| Niet gestart (DNS)              |
| Gewond (INJ)                    |
| Uitgesloten (EX)                |
| Teruggetrokken (WD)             |
| Niet deelgenomen (blanco cel)   |
| P Pole position                 |
| S Snelste ronde                 |

| Jaar | Chassis          | Motor                           | Banden | Coureurs         | 1   | 2   | 3   | 4   | 5   | 6   | 7   | 8   | 9   | 10  | 11  | 12  | 13  | 14  | 15  | 16  | 17  | 18  | 19  | Punten | WK-plaats |
| ---- | ---------------- | ------------------------------- | ------ | ---------------- | --- | --- | --- | --- | --- | --- | --- | --- | --- | --- | --- | --- | --- | --- | --- | --- | --- | --- | --- | ------ | --------- |
| 2015 | Lotus E23 Hybrid | Mercedes PU106A Hybrid 1.6 V6 t | P      |                  | AUS | MAL | CHN | BHR | ESP | MON | CAN | AUT | GBR | HUN | BEL | ITA | SIN | JPN | RUS | USA | MEX | BRA | ABU | 78     | 6e        |
| 2015 | Lotus E23 Hybrid | Mercedes PU106A Hybrid 1.6 V6 t | P      | Romain Grosjean  | DNF | 11  | 7   | 7   | 8   | 12  | 10  | DNF | DNF | 7   | 3   | DNF | 13† | 7   | DNF | DNF | 10  | 8   | 9   | 78     | 6e        |
| 2015 | Lotus E23 Hybrid | Mercedes PU106A Hybrid 1.6 V6 t | P      | Pastor Maldonado | DNF | DNF | DNF | 15  | DNF | DNF | 7   | 7   | DNF | 15  | DNF | DNF | 12  | 8   | 7   | 8   | 11  | 10  | DNF | 78     | 6e        |
| Jaar | Chassis          | Motor                           | Banden | Coureurs         | 1   | 2   | 3   | 4   | 5   | 6   | 7   | 8   | 9   | 10  | 11  | 12  | 13  | 14  | 15  | 16  | 17  | 18  | 19  | Punten | WK-plaats |

Ferrari SF15-T ·
Force India VJM08 ·
Lotus E23 Hybrid ·
Marussia MR03B ·
McLaren MP4-30 ·
Mercedes F1 W06 Hybrid ·
Red Bull RB11 ·
Sauber C34 ·
Toro Rosso STR10 ·
Williams FW37